# Rechiziție
O rechiziție (din latină requisitio) este un ordin excepțional prin care organele autorității de stat obligă instituțiile publice, agenții economici sau pe cetățeni să cedeze temporar contra plată anumite bunuri mobile sau imobile pentru nevoile armatei sau ale statului.

## Legislația rechizițiilor în România
În România, potrivit legii nr. 132 din 15 iulie 1997 privind rechizițiile de bunuri și prestările de servicii în interes public, rechizițiile de bunuri pot avea loc în cazul declarării mobilizării generale sau parțiale ori a stării de război, în cazul instituirii stării de asediu sau de urgență, precum și în cazul unor exerciții și antrenamente pentru prevenirea, localizarea și înlăturarea urmărilor unor dezastre. Bunurile imobile vor fi restituite la încheierea situației de forță majoră, în timp ce pentru bunurile perisabile sau de consum se vor plăti despăgubiri. Printre bunurile care pot fi rechiziționate de autorități se află clădiri, terenuri, instalații portuare, aeroportuare și de comunicații, mijloace de transport, surse de alimentare energetice, tehnică de calcul, utilaje, combustibili, piese de schimb, alimente, articole de uz sanitar, animale și furaje. De asemenea, în cazul situațiilor specificate mai sus, cetățenii apți de muncă (bărbații în vârstă de 16-60 de ani și femeile în vârstă de 16-55 de ani) pot fi chemați să presteze diferite servicii de interes public. Refuzul predării bunurilor sau prestării serviciilor solicitate constituie infracțiune și se pedepsește potrivit legii penale.